# Boncsér Gergely
Boncsér Gergely (Miskolc, 1984. július 1. –) magyar operaénekes

## Életpályája
2002–2007 között a miskolci Egressy Béni Zeneiskola tanulója volt. 2003 novemberétől a Miskolci Nemzeti Színház énekkarában énekelt.  2006 júniusától a Leggiero Énekegyüttes tenor szólistája volt. 2008 őszétől a Magyar Állami Operaház ösztöndíjasa volt. 2010-től a Budapesti Operettszínház állandó szereplője.
Volt felesége Bordás Barbara operetténekes.

## Díjai és kitüntetései
- Marsallbot (2011)
- Évad Operettszínésze (2014)
- Simándy József-díj (2016)
- Operaház Kamaraénekese (2019/20)
- Magyar Arany Érdemkereszt (2021)

### Énekversenyek
- 2007. Konzervatóriumi Dal és Ária Énekverseny – dal kategória  II. díj – ária kategória I. díj

- 2008. Erkel Ferenc Dal és Ária verseny – különdíj

- 2010. Ferenc Lehár Nemzetközi Operett Énekverseny – bonvivan kategória győztes és közönségdíj nyertes

- 2012. Andrejz Hiolski International Competition (Poland) – III. díj

- 2013. Simándy József Énekverseny – III. díj

- 2014. Competitione dell” Opera Linz – Döntős
- 2021. március 15-én a Magyar Arany Érdemkereszt (polgári tagozat) kitüntetését kapta.